# Renren
Renren Network (кит. упр. 人人网, палл. Жэньжэнь ван, буквально: «все в сети»), ранее известный как Xiaonei Network (кит. упр. 校内网, палл. Сяонэй Нэтворк; буквально «кампусная сеть») — китайская социальная сеть с интерфейсом, аналогичным Facebook. Пользуется популярностью среди студентов КНР.
По данным Сяонэй (Xiaonei), по состоянию на июль 2008 года, он был «крупнейшим китайским онлайн-сообществом университетов», с более чем 22 миллионами активных пользователей и около 40 миллионами пользователей, которые зарегистрировали свои настоящие имена. Таким образом, Сяонэй считается самой мощной социальной сетью в Китае, особенно среди студентов университетов. В марте 2008 года, Сяонэй запустила WAP-версию, доступ в которую пользователи могут получить через мобильные телефоны. Сяонэй примечателен своей службой мгновенных сообщений (Renrenzhuomian, кит. 人人桌面) предназначенной для своих пользователей, которая более популярна, чем Facebook Chat.
В августе 2009 года Сяонэй официально изменила своё название на Жэньжэнь, а также свой домен www.renren.com.

## История
Сяонэй запустили в декабре 2005 года Ван Син (выпускник университета штата Делавэр), Ван Хуивен, Лай Бинцян и Тан Ян (выпускники пекинского университета Цинхуа). В октябре 2006 года, Xiaonei.com была приобретена компанией Oak Pacific Interactive (OPI), китайским Интернет-консорциумом, который создал аналогичную социальную сеть под названием 5Q. Ван Хуивен покинул Сяонэй в июле 2007 года. В настоящее время Сяонэй стала основной соцсетью среди студентов в Китае.

## Политика конфиденциальности
Сяонэй имеет собственную политику конфиденциальности для сохранения личной информации. Различные уровни конфиденциальности профиля, контактных данных и блогов могут быть изменены в настройках конфиденциальности, чтобы посторонние не могли просмотреть конкретную информацию или содержание страницы данного пользователя.
В апреле 2008 года SoftBank купил 14 % доли Сяонэй, что делает его крупнейшим акционером. Появилась информация, что личные данные миллионов китайских студентов на Сяонэй переедут в Японию, поскольку японская компания стала боссом Сяонэй. Вскоре такая информация была распространена в различных популярных форумах и на сайтах социальных сетей, подобных Сяонэй. Позже Сяонэй выступил с опровержением, отрицая все слухи.

## Функции
Сяонэй является типичной соцсетью с разнообразными функциями.

### Профиль
Поскольку Сяонэй в основном обслуживает студентов, ключевой информацией профиля выступает номер колледжа или средней школы и родной город. В настоящее время в 32000 университетах и колледжах, 56000 средних школах и 85000 компаниях в Китае и 1500 университетах в 29 других странах доступно подтверждение системы Сяонэй. Были созданы социальные сети для каждого из этих указанных колледжей, школ и компаний. В разделе «Дополнительно» пользователи могут также указать их контактную информацию, информацию о хобби, любимой музыке, фильмах, посещаемых клубах, и т. д.

### Друзья
Зарегистрированный пользователь может постоянно добавлять старых или новых знакомых в список друзей. Пользователи могут также объединяться в группы.

### Приложения и цензура
Пользователи могут загружать фотографии, обмениваться ими и делиться внешними ссылками (как правило, на видео). Фото, блог или статус можно прокомментировать или оставить там сообщение. Можно проводить онлайн-мероприятия, пригласив друзей принять участие. Есть также несколько периферийных приложений, такие как онлайн мини-игры, полноценные игры, тестирование, автостоянка, продажа и покупка друзей.
Однако цензура Сяонэй является довольно строгой, особенно для ключевых слов в блогах, по сравнению с другими сайтами в Китае. Запрещены, например, слова «расстрел на площади Тяньаньмэнь», Фалуньгун и Чжао Цзыян. Другие подозрительные слова, возможно, имеющие политическую подоплёку, а также непристойности, должны быть вручную подвергнуты цензуре со стороны администраторов до их опубликования, что может помешать общению онлайн, а иногда и привести к блокировке.

### Xiaoneidou
Xiaoneidou (Сяонэйдоу), или Xiaonei bean (校内豆) — виртуальная валюта на Сяонэй. Сяонэйдоу могут быть использованы для покупки подарков, оплаты службы Purple Bean (紫豆服务), игр и рекламы. 1 RMB эквивалентен 1 Xiaoneidou.

## Сотрудничество
Renren запустил ещё одну социальную сеть Kaixin001. Пользователи могут использовать одно и то же имя пользователя для входа в Renren и Kaixin. Renren и Kaixin001 являются конкурентами; Renren популярен среди китайских студентов колледжа, которые используют интернет-кафе, а Kaixin001 нацелен на китайских белых воротничков, которые имеют доступ к Интернету на работе.